# Trucuk (ort i Indonesien)
Trucuk är en ort i Indonesien.   Den ligger i provinsen Jawa Tengah, i den västra delen av landet, 500 km öster om huvudstaden Jakarta. Trucuk ligger 123 meter över havet och antalet invånare är 23 584.
Terrängen runt Trucuk är platt. Runt Trucuk är det mycket tätbefolkat, med 1 095 invånare per kvadratkilometer. Närmaste större samhälle är Klaten, 5,9 km väster om Trucuk. Trakten runt Trucuk består till största delen av jordbruksmark.